# Hargitai László (kémikus)
Hargitai László (Bonyhád, 1930. július 3. – Budapest, 1996. július 12.) magyar talajkémikus, Akadémiai Díjas egyetemi tanár.

## Élete
1930. július 3-án született a Tolna vármegyei Bonyhádon, Hesz János szabó és Helfenbein Éva fiaként. 1948-ban, anyja halálának évében érettségizett a budapesti Fasori Evangélikus Gimnáziumban; apja akkor már hét éve nem élt. Tanulmányait az Eötvös Loránd Tudományegyetemen folytatta, ahol az akkori Matematika–Fizika–Kémiai Karon 1952-ben szerzett vegyész oklevelet.
Még abban az évben a Gödöllői Agrártudományi Egyetemen helyezkedett el, mint tanársegéd; néhány év után, további három évre (1955 és 1958 között) aspiráns lett. 1959-ben a Keszthelyi Mezőgazdasági Akadémia talajtani tanszéki csoportvezető lett; ott szerezte meg 1960-ban a mezőgazdasági tudományok kandidátusa fokozatot. 1961-ben az ELTE természettudományi Karán doktorált.
1961-ben került a Kertészeti Egyetemre, mint adjunktus, 1963-ban pedig docensi kinevezést kapott; ugyanebben az évben végezte el a Marxista-Leninista Esti Egyetem filozófia szakát). 1977-ben tanszékvezető egyetemi tanárrá nevezték ki a Kertészeti Kar Talajtani Tanszékén. Közben, 1978 és 1981 között a kar oktatási, 1981-1984 között pedig tudományos dékánhelyettese is volt, 1984-ben pedig megszerezte a mezőgazdasági tudományok doktora címet. 1996-ban, nem sokkal halála előtt professor emeritusnak nyilvánították. Élete végéig az egyetemen tanított, a kar legnépszerűbb oktatói között tartották számon.

## Szervezeti tagságai
Nagy számú szervezeti tagságot viselt, már 1963-tól a Nemzetközi Talajtani Társaság, majd 1978-tól a Magyar Tudományos Akadémia Talajtani Társaságának tagja lett. 1968-ban az előbbi szervezet tqlajkémiai szakosztályában elnökké is választották. 1981-től a Tőzeg Társaság elnökhelyettese, a következő évtől pedig a Nemzetközi Tőzeg Társaság szakosztályi alelnöke volt.

## Művei
Csaknem háromszáz szakkönyv, tankönyv, könyvrészlet, tanulmány és szakcikk szerzője volt, ezek közül különösen kiemelkednek az alábbiak: Talajtan és agrokémia (1964), Dísznövények talajai és közegei (1971), Általános talajtan a geológia alapjaival (1985), Alkalmazott talajtan és agrokémia (1986). 1968-70 között a Kertészmérnök című lap főszerkesztője volt, 1978-tól pedig tagja volt a Talajtan és Agrokémia című szakfolyóirat szerkesztőbizottságának is.

## Elismerései
- A Nemzetközi Műtrágyázási Központ Kitüntető Érme (1976)
- Akadémiai Díj (1981)
- Környezetünk Védelméért kitüntetés (1988)